# Villaputzu
Villaputzu là một đô thị ở tỉnh Sud Sardegna, vùng Sardegna của Ý, có vị trí cách khoảng 45 km về phía đông bắc của Cagliari. 
Villaputzu giáp các đô thị: Armungia, Arzana, Ballao, Escalaplano, Jerzu, Muravera, Perdasdefogu, San Vito, Ulassai, Villasalto.